# Скуола Гранде-ди-Сан-Рокко
Скуола Гранде-ди-Сан-Рокко (итал. La Scuola Grande di San Rocco — Большая скуола Святого Роха) — основана в 1478 году братством Сан-Рокко (Святого Роха) и принадлежит к одной из шести венецианских больших скуол (благотворительных организаций мирян при монашеских братствах). Расположена в рионе (районе) Сан-Поло, на площади Кампо-Сан-Рокко.

## История
Братство Сан-Рокко (Святого Роха) было зарегистрировано Советом Десяти Венецианской республики 20 ноября 1478 года с целью оказания благотворительной помощи больным и страждущим. В 1480 году учреждение было названо «Scuola Grande». Нуждаясь в пространстве для строительства здания, благотворители заключили соглашение с братьями-францисканцами (frari), которое позволяло братству Сан-Рокко бесплатно иметь в наличии землю, входившую в состав монастырского кладбища, расположенную вблизи францисканской церкви Санта-Мария-Глорьоза-дей-Фрари. В 1489 году Скуола начала строительство собственной церкви, посвящённой Святому Роху, которая была освящена в 1508 году. Святого Роха почитали как избавителя от чумы и многих болезней. Когда в 1485 году эпидемия чумы коснулась города, венецианцы, ранее похитившие мощи Святого Марка, также похитили останки святого Роха из города Монпелье на юге Франции и тайно перенесли сначала в маленькую «скуолетту», а затем в новую Скуолу Сан-Рокко.
К 1515 году Братство насчитывало более пятисот членов и для него потребовалось большое здание. Строительство здания началось в 1517 году. 11 января 1517 года проект был поручен Пьетро Бону (ранее его приписывали Бартоломео Бону Младшему), которому, однако, пришлось приспосабливаться к проекту, уже сформированному руководителями Скуолы. Однако 3 июня 1524 года его сменил Санте Ломбардо, которого, в свою очередь, в 1527 году заменил Антонио дель Аббонди (известный как Скарпаньино), который и завершил строительство как внутри, включая лестницу на второй этаж, так и снаружи. Последним строителем с 1558 по 9 сентября 1560 года был Джанджакомо деи Гриджи.
Скуола расположена на одноимённой площади, возле церкви Сан-Рокко и сохранила черты работы обоих зодчих. Первый этаж с характерными двойными венецианскими окнами типичен для Бона, второй, такими же окнами и с фронтонами, — для Скарпаньино. Строительство велось в основном на пожертвования венецианцев. В наше время мощи Св. Роха находятся в церкви Сан-Рокко, стоящей напротив скуолы. Братство Сан-Рокко существует до настоящего времени и продолжает заниматься благотворительностью.

## Интерьеры и произведения искусства
Здание состоит из двух этажей. Первый этаж, или «Зал Террена» (Sala Terrena), «нижний, мирской» зал, состоит из трёх нефов. Из «земного помещения» по «судейской» лестнице (scala a tribunale), прерываемой площадкой, перекрытой куполом, можно попасть на главный, второй этаж (Sala Superiore) с деревянным алтарём — место встречи братьев и торжественных мероприятий. Отсюда можно было попасть в интимный, камерный «Зал Альберго» (Sala dell’Albergo — Зал приюта), где собирались члены казначейства и дзонты — выборного управления братством.
В 1564 году был объявлен конкурс на оформление интерьеров скуолы с участием Паоло Веронезе, Андреа Скьявоне, Франческо Сальвиати, Тинторетто и Таддео Цуккаро. Поскольку во влажном климате Венеции художники избегали писать фрески предполагалось украсить интерьеры здания картинами на холсте в богатых резных деревянных рамах.
Якопо Тинторетто, который с 1548 года, после Тициана, был официальным живописцем Венецианской республики, обошёл конкурентов, представив вместо наброска готовую картину «Святой Рох во Славе». Эта картина сейчас находится на потолке в Зале Альберго. После этого в течение двадцати трёх лет Тинторетто продолжал писать картины для Скуолы Сан-Рокко. Только для Зала Альберго Тинторетто написал двадцать семь картин маслом и темперой на холсте. В 1576—1581 годах он создал двадцать пять плафонов и настенных полотен второго этажа и в 1582—1587 годах — восемь картин нижнего зала, украшенного в 1587 году алтарём со статуей работы Джироламо Кампанья. В 1588 году была написана картина алтарной ниши, а по сторонам от неё установлены две статуи, выполненные Кампаньей. Сам же алтарь был возведён в Зале Супериоре годом ранее.
Однако главными остаются шедевры Тинторетто. Картины Тинторетто составляют цикл историй из жизни Девы Марии и Христа. Они представляют собой выдающиеся творения зрелого периода творчества художника и производят ошеломляющее впечатление экспрессией, свободой рисунка, магией цвета. Многие историки искусства считают эти произведения лучшими из того, что сделал этот выдающийся мастер за всю свою жизнь и лучшими из произведений живописи всей венецианской школы.
Зал Альберго украшают самые значительные картины — «Христос перед Пилатом», «Несение креста» — и невероятная даже по меркам венецианского мышления панорама «Распятие» (536 ×1224 см). «Никогда ещё в истории венецианского искусства сквозь красочность, эффектные ракурсы фигур, пятна света и тени не проявлялась с такой мощью искренность религиозного чувства. Здесь красота соединяется с трагедией». . Американский писатель Генри Джеймс отмечал: «Вряд ли мы найдём в другом месте четыре стены, в которые вложены столько гениальности. Воздух этих полотен так густ, что трудно дышать».
Между 1741 и 1743 годами резчик Джованни Маркьори создал двадцать четыре деревянных барельефа, изображающих жизнь Святого Роха. Работы украшают весь периметр пресвитерия, в частности, они покрывают двери шкафов восемнадцатого века, в которых когда-то хранились книги и документы скуолы. На втором этаже здания, в помещении, построенном Джорджо Фоссати в 1773 году, размещается Сокровищница (Sala del Tesoro). Комнаты Сокровищницы оборудованы большими шкафами, в которых хранятся предметы, предназначенные для религиозного поклонения. Сокровищница была открыта для публики в 1899 году. Во второй половине ХVII века резчик по дереву и скульптор Франческо Пьянта Младший создал двенадцать резных кариатид из дерева вдоль стен Верхнего зала и поместил среди фигур добродушный шарж на Тинторетто.

## Картины Тинторетто
- Святой Рох во Славе. 1564
- Распятие. 1565
- Моисей высекает воду из скалы. 1577
- Вознесение Христа. 1578/1581
- Встреча Марии и Елисаветы. 1588
- Несение креста. 1565-1567
- Молитва в саду. 1578-81
- Воскрешение Лазаря. 1579
- Мария с книгой. 1582-87
- Мария в Египте. 1578/81
- Крещение Христа. 1578/81
- Воскресение Христа. 1578/81
- Купальня Вифезда. 1578/81
- Рождество. 1578/81
- Вознесение Христа. 1578/81

## Хронология скуолы Сан-Рокко
- 1515 — первоначальная постройка в стиле венецианского ренессанса начата архитектором Бартоломео Боном
- 1524 — Бартоломео Бон закончил зал первого этажа. Его сменил Санте Ломбардо, продолжавший постройку в стиле маньеризма
- 1526 — в результате конфликта с Братством Сан-Рокко Санте Ломбардо был отстранен от строительства скуолы и дальнейшее строительство было поручено Скарпаньино
- 1527 — Скарпаньино закончил верхнюю часть фасада, главный вход и начал работу над лестницей
- 1544 — Скарпаньино закончил второй этаж скуолы с двумя залами
- 1549 — постройка практически закончена умершим в этом же году Скарпаньино
- 1560 — Джан Джакомо деи Григи заканчивает оформление окон и некоторых декоративных элементов верхнего этажа
- 1561 — закончен Зал второго этажа. Начинается оформление зала.
- 1885 — Настил пола Зала верхнего этаж. Последнее существенное изменение в строительстве скуолы.

Хронология оформления:
- 1564 — Тинторетто начинает и заканчивает оформление потолока в Зале Альберго (21 картина).
- 1565 — Тинторетто начинает оформление стен в Зале Альберго (6 картин).
- 1575 — Тинторетто начинает оформление потолка в Зале второго этажа (21 картина).
- 1578 — Тинторетто начинает оформление стен в Зале второго этажа (13 картин). Последнюю картину «Явление Св. Роха» Тинторетто заканчивает в 1588 году.
- 1583 — Тинторетто начинает оформление потолка в Зале первого этажа (8 картин). Одновременно он работает над оформлением Дворца Дожей.
- 1587 — Джироламо Кампанья создаёт скульптуры алтаря Зала первого этажа.
- 1665 — Франческо Пьянта изготавливает деревянные резные аллегорические фигуры и кариатиды для оформления алтаря.
- 1666 — Антонио Дзанки пишет «Явление Девы Марии во время чумы» для правой стены лестницы
- 1673 — Пьетро Негри пишет «Мадонна спасает Венецию от чумы 1630 года» для левой стены лестницы
- 1690 — Джованни Антонио Фумиани оформляет купол лестницы
- 1741 — Джованни Маркьори изготавливает деревянные панно на дверцы алтаря.
- 1754 — Джузеппе Анджели оформляет потолок Зала второго этажа
- 1756 — Джузеппе Филиберти изготавливает бронзовые ворота для входя в пресвитерию на втором этаже.

## Зал Альберго
Картины зала — полностью работа Тинторетто. В центре на потолке — «Святой Рох во Славе». Центральную работу окружают картины, символизирующие пять остальных больших венецианских скуол, аллегорические изображения четырёх времен года, человеческих достоинств и добродетелей.
Наиболее выдающейся картиной скуолы считается огромное полотно «Распятие», о которой Генри Джеймс сказал: «в ней есть всё, включая самую совершенную красоту». Тело Христа поднято, а безучастность воинов контрастирует со скорбящей группой, в центре которой — теряющая сознание Дева Мария. На картине есть автопортрет Тинторетто с палитрой и кистями.
Слева от входа расположен «Христос перед Пилатом» (1566—1567), справа — «Восхождение на Голгофу», тоже подлинные шедевры Тинторетто.
У входа в зал — картина Тициана «Благовещение» и приписываемая Джорджоне (многие считают её автором Тициана) картина «Христос, несущий свой крест».
Рядом с залом Альберго — большая коллекция уникальной керамики.

### Картины зала Альберго
Потолок

1 — Св. Рох во славе

2 — Весна

3 — Аллегория скуолы Сан-Марко

4 — Аллегория скуолы Санта-Мария делла Мизерикордия

5 — Аллегория скуолы Сан-Джовани Эванджелиста

6 — Лето

7 — Вера

8 — Аллегория скуолы Сан-Теодоро

9 — Доброта

10 — Осень

11 — Фигура женщины

12 — Счастье

13 — Фигура женщины

14 — Зима

15 — Щедрость

16 — Аллегория скуолы Санта-Мария делла Карита

17 — Надежда
Стены

18 — Распятие

19 — Пророк

20 — Восхождение на Голгофу

21 — Се Человек

22 — Христос перед Пилатом

## Зал второго этажа
Лестница работы Скарпаньино (1544), ведущая в верхний зал, украшена двумя полотнами Антонио Дзанки и Пьетро Негри, изображающими чуму 1630 года. На поразительной картине Дзанки лодочник, грузящий трупы в лодку, и множество людей, закрывающих носы платками. Над стенами и потолком, оформленными картинами на библейские сюжеты, Тинторетто работал с 1575 по 1581 год. На потолке — 21 картина с сюжетами из Ветхого Завета. Три больших полотна на потолке: «Моисей, высекающий воду из скалы», «Медный змий» и «Манна небесная» соответствуют цели скуолы — облегчение нужд страждущих и голодных. Часть потолочных картин — работы Джузеппе Анджели.
По стенам — 12 картин с библейскими сюжетами. В зале есть две работы Джана Баттисты Тьеполо: «Гостеприимство Авраама» и «Покинутая Агарь». Алтарь верхнего зала работы Бернардино (1528), деревянные панно на дверцах алтаря Джованни Маркьори. Резные фигуры и кариатиды работы Франческо Пьянта, среди них есть шарж на Тинторетто.
В Сокровищнице Братства хранятся древние статуты в деревянных переплётах, священные сосуды и церковная утварь.

### Картины зала второго этажа
Потолок

1 — Моисей, высекающий воду из скалы

2 — Медный змей

3 — Манна небесная

4 — Спасение Моисея (Джузеппе Анджели)

5 — Грехопадение Адама и Евы

6 — Три отрока в пещи огненной

7 — Явление Бога Моисею

8 — Источник взывающего (Джузеппе Анджели)

9 — Видение Иезекииля

10 — Видение Иеремии (Джузеппе Анджели)

11 — Умножение пророком Елисеем хлебных начатков

12 — Авраам и Мельхиседек (Джузеппе Анджели)

13 — Пасха

14 — Спасение Даниила (Джузеппе Анджели)

15 — Ангел приносит пищу пророку Илье

16 — Пророк Илья на огненной колеснице (Джузеппе Анджели)

17 — Лестница Иакова

18 — Самуил и Саул (Джузеппе Анджели)

19 — Огненный столб

20 — Иона, выходящий из чрева кита

Стены

22 — Св. Рох

23 — Св. Себастьян

24 — Рождество Христа

25 — Крещение Христа

26 — Воскресение Христа

27 — Моление о чаше

28 — Тайная вечеря

29 — Явление Св. Роха

30 — Умножение хлебов и рыб

31 — Воскрешение Лазаря

32 — Вознесение

33 — Купальня Вифезда

34 — Искушение Христа

## Зал первого этажа
Заключительный цикл из восьми картин повествует о Деве Марии и детстве Иисуса Христа. Цикл открывается «Благовещением», на котором Мария изображена крестьянской девушкой с грубыми руками и крепкой фигурой. Завершает цикл картина «Ассунта» (Вознесение Девы), изображающая Деву Марию в сиянии света.
Алтарь украшен статуей Святого Роха работы Джироламо Кампанья (начало XVI века).

### Картины зала первого этажа
1 — Благовещение

2 — Поклонение волхвов

3 — Бегство в Египет

4 — Избиение младенцев

5 — Дева Мария, читающая книгу

6 — Дева Мария в медитации

7 — Обрезание

8 — Успение Богоматери